# Anicét
Az Anicét a görög eredetű latin Anicetus rövidülése, jelentése: legyőzhetetlen. Női párja: Anicéta

## Gyakorisága
Az 1990-es években szórványosan fordult elő, a 2000-es években nem szerepel a 100 leggyakoribb férfinév között.

## Névnapok
- április 17.[2]